# Mantelkirchen
Mantelkirchen ist ein Gemeindeteil der Gemeinde Kirchdorf im niederbayerischen Landkreis Kelheim.

## Lage
Das Kirchdorf Mantelkirchen liegt in der Hallertau etwa einen Kilometer östlich von Kirchdorf an der Staatsstraße 2333.

## Geschichte
In den Traditionen von Kloster Biburg werden der Edelfreie Karl von Mantelkirchen und dessen Bruder Gebino von Mantelkirchen im 12. Jahrhundert als Zeugen erwähnt. 1987 hatte Mantelkirchen 75 Einwohner.

## Sehenswürdigkeiten
- Filialkirche St. Petrus. Die Saalkirche mit Steildach und dreiseitigem Chorschluss wurde um den Anfang des 17. Jahrhunderts erbaut und im 18. Jahrhundert barockisiert. Der Chorflankenturm mit Oktogon und der Spitzhelm stammen aus dem 19. Jahrhundert.
- Hallertauer Bauernhof Museum. Es wurde 2005 eröffnet und zeigt viele alte landwirtschaftliche Geräte und Maschinen. Im Hopfengarten wird seit 2007 der Hopfen wie früher mit der Hand gepflückt.
- Burgstall Mantelkirchen